# Dendrobium sutiknoi
Dendrobium sutiknoi là một loài thực vật có hoa trong họ Lan. Loài này được P.O'Byrne mô tả khoa học đầu tiên năm 2005.